# Matrículas automovilísticas de Europa
Las matrículas automovilísticas en Europa difieren en su diseño y formato. En la Unión Europea las matrículas son de un formato único, diseñado y emitido por la Comisión Europea. Este formato cumple con los requisitos de la Convención de Viena sobre el tráfico en carreteras, el cual declara que los vehículos que crucen una frontera tienen que mostrar un código distintivo del país del que proceden en la parte trasera del vehículo. Esta identificación puede ser una pegatina ajena a la matrícula en forma ovalada o incluida en la propia matrícula.Los demás países europeos tienen sus propios formatos de matrícula, aunque todos tienen algunas características comunes como el tamaño o algunas codificaciones especiales. 
| Formato común en la UE. Eurobanda de Austria. | Implementación noruega de un formato similar al de la UE. Cumple con la Convención de Viena. | Implementación turca de un formato basado en el de la UE. No tiene el círculo de la bandera de la Unión Europea ni el símbolo nacional de Turquía. |

## Formato
Los países de Europa tienen matrículas de 520 x 110 mm (20,5 x 4,3 pulgadas) o 520 x 120 mm (20,5 x 4,7 pulgadas). Esta es una de las medidas estándar básicas en todo el mundo: las otras son:
- 305 x 152 mm (12,0 x 6,0 pulgadas)
- 305 x 160 mm (12,0 x 6,3 pulgadas)
- 372 x 135 mm (14,6 x 5,3 pulgadas)

Algunos países europeos usan matrículas en otros formatos:
- 330 x 140 mm (13,0 x 5,5 pulgadas) en Andorra.
- 440 x 120 mm (17,3 x 4,7 pulgadas) en Finlandia.
- 260 x 110 mm (10,2 x 4,3 pulgadas) en Mónaco.
- 390 x 120 mm (15,4 x 4,7 pulgadas) en San Marino.
- 300 x 80 mm (11,8 x 3,1 pulgadas) en Suiza y Liechtenstein (solo las frontales).
- 360 x 110 mm (14,1 x 4,3 pulgadas) en Italia (solo las frontales).

### Unión Europea
El formato único de la UE consta de una banda azul (llamada "eurobanda"
) en el extremo izquierdo con el círculo de estrellas de la bandera europea y el código de país, tal y como se reguló en el Consejo de Regulación (EC) N.º 2411/98 del 3 de noviembre de 1998 e implantado a la fuerza el 11 de noviembre de 1998. Está basado en el modelo de inscripción de matrícula que ya habían empleado tres Estados miembro: Irlanda (1991), Portugal (1992) y Alemania (1994). Las matrículas de Luxemburgo llevaban la bandera de la UE a la izquierda desde 1988. Los vehículos con matrícula de la UE no necesitan llevar identificación ovalada del código de país internacional del vehículo si circulan en el Espacio Económico Europeo o por países que han firmado el pacto de la Convención de Viena sobre el tráfico en carretera (excepto si la matrícula se ha emitido en Chipre, Irlanda, Malta o España).

### Otros países
Varios países europeos no pertenecientes a la UE tienen un formato similar al de la Unión Europea, reemplazando la Eurobanda (círculo de estrellas y la/s iniciales del Estado) por sus propios símbolos nacionales. Estos tampoco necesitan un distintivo internacional de código de país ovalado mientras circulen por países que hayan firmado el pacto de la Convención de Viena.

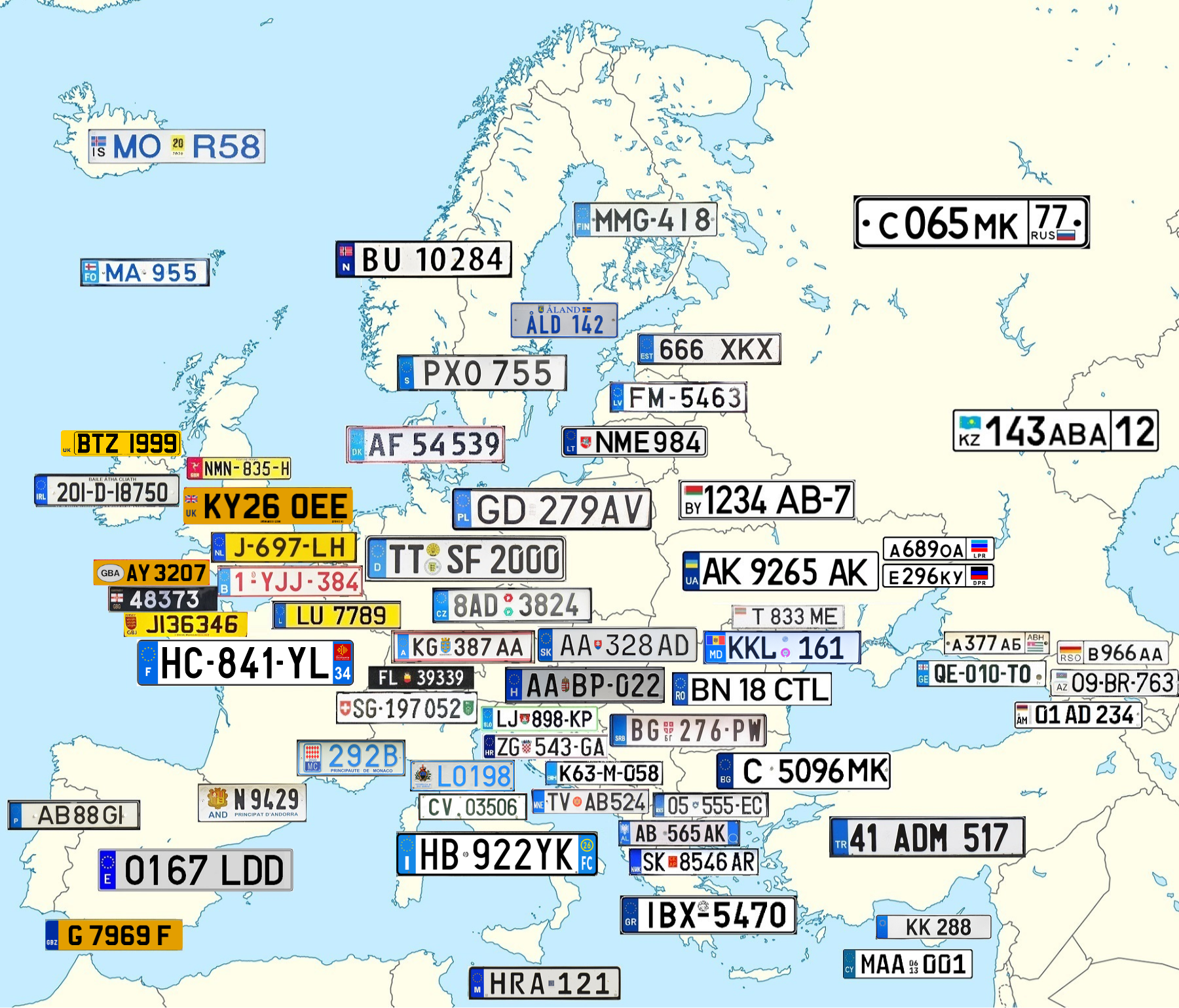

|                                               | Matrículas emitidas en los Estados de la Unión Europea con el formato único | Matrículas emitidas en países europeos que han firmado el tratado de Viena sobre el tráfico |
|                                               | Ver lista                                                                   | Ver lista                                                                                   |
| --------------------------------------------- | --------------------------------------------------------------------------- | ------------------------------------------------------------------------------------------- |
| Países miembros del Espacio Económico Europeo | Sí                                                                          | No                                                                                          |
| Países que han firmado el tratado de Viena    | Sí                                                                          |                                                                                             |

## Lista

### Países
| País                                 | Código | Banda | Ejemplo | Matrícula de moto |
| ------------------------------------ | ------ | ----- | ------- | ----------------- |
| Albania                              | AL     |       |         |                   |
| Alemania                             | D      |       |         |                   |
| Andorra                              | AND    |       |         |                   |
| Armenia                              | AM     |       |         |                   |
| Austria                              | A      |       |         |                   |
| Azerbaiyán                           | AZ     |       |         |                   |
| Bélgica                              | B      |       |         |                   |
| Bielorrusia                          | BY     |       |         |                   |
| Bosnia y Herzegovina                 | BIH    |       |         |                   |
| Bulgaria                             | BG     |       |         |                   |
| Croacia                              | HR     |       |         |                   |
| Chipre                               | CY     |       |         |                   |
| República Checa                      | CZ     |       |         |                   |
| Ciudad del Vaticano                  | V      |       |         |                   |
| Dinamarca                            | DK     |       |         |                   |
| Eslovaquia                           | SK     |       |         |                   |
| Eslovenia                            | SLO    |       |         |                   |
| España                               | E      |       |         |                   |
| Estonia                              | EST    |       |         |                   |
| Finlandia                            | FIN    |       |         |                   |
| Francia                              | F      |       |         |                   |
| Georgia                              | GE     |       |         |                   |
| Grecia                               | GR     |       |         |                   |
| Hungría                              | H      |       |         |                   |
| Irlanda                              | IRL    |       |         |                   |
| Islandia                             | IS     |       |         |                   |
| Italia                               | I      |       |         |                   |
| Letonia                              | LV     |       |         |                   |
| Liechtenstein                        | FL     |       |         |                   |
| Lituania                             | LT     |       |         |                   |
| Luxemburgo                           | L      |       |         |                   |
| Macedonia del Norte (Cambio en 2019) | NMK    |       |         |                   |
| Malta                                | M      |       |         |                   |
| Moldavia                             | MD     |       |         |                   |
| Mónaco                               | MC     |       |         |                   |
| Montenegro                           | MNE    |       |         |                   |
| Noruega                              | N      |       |         |                   |
| Países Bajos                         | NL     |       |         |                   |
| Polonia                              | PL     |       |         |                   |
| Portugal                             | P      |       |         |                   |
| Reino Unido                          | UK     |       |         |                   |
| Rumania                              | RO     |       |         |                   |
| Rusia                                | RUS    |       |         |                   |
| San Marino                           | RSM    |       |         |                   |
| Serbia                               | SRB    |       |         |                   |
| Suecia                               | S      |       |         |                   |
| Suiza                                | CH     |       |         |                   |
| Turquía                              | TR     |       |         |                   |
| Ucrania                              | UA     |       |         |                   |

### Dependencias y territorios discutidos
| Territorio                          | Código | Banda | Ejemplo |
| ----------------------------------- | ------ | ----- | ------- |
| Abjasia                             | ABH    |       |         |
| Åland                               | FIN    |       |         |
| Alderney                            | GBA    |       |         |
| Islas Feroe                         | FO     |       |         |
| Gibraltar                           | GBZ    |       |         |
| Guernsey                            | GBG    |       |         |
| Isla de Man                         | GBM    |       |         |
| Jersey                              | GBJ    |       |         |
| Kosovo                              | RKS    |       |         |
| República Turca del Norte de Chipre | TRNC   |       |         |
| Osetia del Sur                      | RSO    |       |         |
| Transnistria                        | PMR    |       |         |